# Die Waffen nieder! (Film)
Die Waffen nieder! ist ein dänischer Stummfilm aus dem Jahre 1914 von Holger-Madsen. Es handelt sich dabei um die Verfilmung des 1889 veröffentlichten, gleichnamigen Romans der Friedensnobelpreisträgerin Bertha von Suttner. 

## Handlung
Die Handlung spielt im Österreich des 19. Jahrhunderts. Als ein Krieg ausbricht, wird der adelige Arno von Dotzky zu den Waffen gerufen und muss an die Front ausrücken. Eines Tages erhält seine Frau Martha die Nachricht, dass ihr Mann gefallen ist. Vier Jahre später lernt Martha von Dotzky den schmucken Berufsoffizier Frederik von Tilling kennen und heiratet ihn. Als erneut ein Krieg ausbricht, versucht Martha mit allen Mitteln ihren jetzigen Mann vom Einrücken an die Front abzuhalten. Nach einem kurzen Erholungsurlaub und dem Scheitern der Friedensverhandlungen kehrt ihr Mann jedoch wieder an die Front zurück. Doch vorher gibt Frederik seiner Frau das Versprechen, sobald es ihm möglich ist, den Dienst an der Waffe zu quittieren.
Lange Zeit bleibt Martha ohne Nachricht von ihm, und so reist sie, fast verrückt vor Sorgen, selbst an die Front, um nach seinem Verbleib zu sehen. Zwar verfehlt sie ihren Mann, doch erkennt sie vor Ort, als sie über eine Unzahl von kreuz und quer übereinander gestapelten Kriegsversehrten staksen muss, das Elend und die Not der Soldaten. Aus der bislang eher unpolitischen Frau aus gutem Hause wird eine überzeugte Pazifistin. Wieder daheim angekommen, trifft sie ihren Ehemann nur leicht verwundet an. Bald halten die Folgen des Krieges auch im Hause Tilling Einzug: Eine grassierende Choleraepidemie kostet Marthas geliebte Schwester Rosa das Leben, ihr Vater stirbt infolge dieses Verlustes an gebrochenem Herzen. Martha und Frederik von Tilling beschließen, sich künftig intensiv für den Erhalt des Friedens zwischen den Völkern einzusetzen.

## Hintergründe
Der inmitten der Julikrise hochaktuelle Film Die Waffen nieder! wurde bis Mitte Juli 1914 in Dänemark gedreht und wirkte am Vorabend des sich anbahnenden Ersten Weltkriegs wie eine einzige Mahnung an die Völker Europas und als Aufruf zum Erhalt des brüchigen Friedens. In vielen kriegsführenden und sogar neutralen Staaten wurde der Film daher verspätet gezeigt bzw. bis 1918 von der Zensur nicht zugelassen. Die Uraufführung war am 14. August 1914 in den USA, am 17. September 1914 wurde der Film auf dem Weltfriedenskongress in Wien gezeigt. Die Erstaufführung im neutralen Dänemark fand am 18. September 1915 im Kopenhagener Paladsteatret statt. In Deutschland, wo der Film bereits 1914 in Lichtbild-Bühne und Der Kinematograph Erwähnung fand, soll Die Waffen nieder! im Februar 1917 herausgebracht und 1918 von der UFA verliehen worden sein. Unmittelbar nach dem Waffenstillstand, am 20. November 1918, bewarb die UFA jedenfalls den Film in einer Ankündigung mit folgenden Worten: „Das Kino ist das Theater des Volkes! Führen Sie die Massen auf den Weg der Erkenntnis, helfen Sie aufrichten den Gedanken des Völkerbundes! Die Waffen nieder! ist der Ruf der Welt, der Ruf jeder Nation! Hell leuchten die Worte, hellauf lodert die Flamme der Freiheit nach jahrelangem Morden! Die Waffen nieder! Ist der Film der Zeit! Der Film für alle Theater! … Wir stehen im Zeichen der neuen Zeit! Unsere Ankündigung lautet: Pax Aeterna – der ewige Frieden.“
Unmittelbar vor ihrem Tode hatte Bertha von Suttner der produzierenden Nordisk-Film ihr Einverständnis gegeben, ein Drehbuch nach ihrer Romanvorlage zu verfassen. Diese Aufgabe übernahm der später weltberühmte Regisseur Carl Theodor Dreyer. Die „Friedens-Bertha“, als die sie noch kurz zuvor bespöttelt wurde, gab, sichtbar krank, vor dem Beginn der Filmhandlung eine kurze Einführung in die Materie. In den USA, wo der Film in New York anlief, wurde Die Waffen nieder! vor allem von überzeugten Isolationisten als (argumentative) Waffe eingesetzt.